# Musique de Final Fantasy IX
La musique du jeu vidéo Final Fantasy IX de Square est composée par Nobuo Uematsu qui s'était déjà occupé de la bande-son des précédents épisodes. Selon les critiques de l'époque, la musique est l'un des points forts du jeu.
Outre l'OST principal, plusieurs albums sont dérivés des productions de Uematsu. La chanson Melodies of Life connait une certaine popularité, elle sortira en single, interprétée en anglais et en japonais par Emiko Shiratori.

## Final Fantasy IX Original Soundtrack

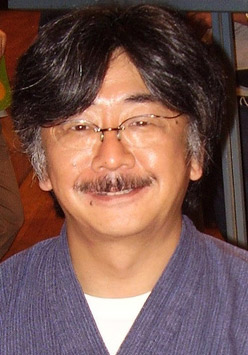
Nobuo Uematsu compose les musiques.

Bande originale du jeu.

### Fiche technique
- Composé par : Nobuo Uematsu
- Arrangé par : Kunihiko Kurosawa (CD1 1, CD3 21, 22, CD4 03, 04), Shiro Hamaguchi (CD4 22, 26)
- Orchestré par : Shiro Hamaguchi
- Chanté par : Emiko Shiratori (CD2 4, CD4 22, 26)
- Paroles par : Ciomi (CD4 22, 26)
- Sortie : 30 août 2000 (édition originale), 10 mai 2004 (réédition)
- Référence : SSCX-10043/46 (DigiCube - édition originale), SQEX-10009/12 (Square Enix - réédition)

### Liste des musiques
| 1.  | The Place I'll Return to Someday          |  |
| 2.  | Memories Washed Away in the Storm         |  |
| 3.  | Strategy Conference                       |  |
| 4.  | The Skies of Alexandria                   |  |
| 5.  | Vivi's Theme                              |  |
| 6.  | Living by the Sword                       |  |
| 7.  | Vamo' alla flamenco                       |  |
| 8.  | Decisive Action ~Search for the Princess~ |  |
| 9.  | Jesters of the Moonless Night             |  |
| 10. | Steiner's Theme                           |  |
| 11. | Prima Vista Band                          |  |
| 12. | Captivating Eyes                          |  |
| 13. | Tonight                                   |  |
| 14. | Your Warmth                               |  |
| 15. | Mistaken Love                             |  |
| 16. | Queen of the Abyss                        |  |
| 17. | Rustling Forest                           |  |
| 18. | Battle 1                                  |  |
| 19. | Fanfare                                   |  |
| 20. | Memories of That Day                      |  |
| 21. | Battle 2                                  |  |
| 22. | Game Over                                 |  |
| 23. | Run!                                      |  |
| 24. | Goodnight                                 |  |
| 25. | Over That Hill                            |  |
| 26. | Ice Caverns                               |  |
| 27. | Frontier Village Dali                     |  |
| 28. | In the Distant Twilight                   |  |
| 29. | Reckless Steiner                          |  |
| 30. | Limited Time                              |  |
| 31. | Zidane's Theme                            |  |
| 32. | Black Waltz                               |  |

| 1.  | Cid's Theme                           |  |
| 2.  | One Danger Put Behind Us...           |  |
| 3.  | Lindblum                              |  |
| 4.  | Song of Memories                      |  |
| 5.  | Hunter Chance                         |  |
| 6.  | Marsh of the Qu Tribe                 |  |
| 7.  | Quina's Theme                         |  |
| 8.  | Aloha de Chocobo                      |  |
| 9.  | Ukule le Chocobo                      |  |
| 10. | Freija's Theme                        |  |
| 11. | South Gate at the Border              |  |
| 12. | Fairy Battle                          |  |
| 13. | Burmecian Kingdom                     |  |
| 14. | An Unforgettable Face                 |  |
| 15. | Kuja's Theme                          |  |
| 16. | Sword of Confusion                    |  |
| 17. | Sleepless City Treno                  |  |
| 18. | Tantalus' Theme                       |  |
| 19. | Wicked Melody                         |  |
| 20. | Garnet's Theme                        |  |
| 21. | Street of the Ancient Root Gargan Roo |  |
| 22. | Cleyra's Trunk                        |  |
| 23. | Cleyra Settlement                     |  |
| 24. | Eternal Harvest                       |  |
| 25. | Heaven's Distress                     |  |
| 26. | Extraction                            |  |

| 1.  | Attack                                  |  |
| 2.  | Rose of May                             |  |
| 3.  | Fossil Roo                              |  |
| 4.  | Village on a Windy Mountain Conde Petie |  |
| 5.  | Black Mage Village                      |  |
| 6.  | Unreachable Desire                      |  |
| 7.  | Ceremony for the Gods                   |  |
| 8.  | Eiko's Theme                            |  |
| 9.  | Ruins of Madain Sari                    |  |
| 10. | Walls of the Illusionary Beasts         |  |
| 11. | Iifa Tree                               |  |
| 12. | Salamander's Theme                      |  |
| 13. | Footsteps of Desire                     |  |
| 14. | We Are Thieves!                         |  |
| 15. | Love Letter Epic War                    |  |
| 16. | Tetra Master                            |  |
| 17. | Moogle Theme                            |  |
| 18. | Those Whom We Must Protect              |  |
| 19. | The Summoned                            |  |
| 20. | Warden of Time                          |  |
| 21. | Oeilvert                                |  |
| 22. | An Irrevocable Past                     |  |
| 23. | Turn Around, He's a Frog!               |  |
| 24. | Sacred Grounds Esto Gaza                |  |
| 25. | Gurgu Volcano                           |  |
| 26. | The Mind and the Fused Magic            |  |

| 1.  | The Airship Hildagarde                   |  |
| 2.  | Hermit's Library Daguerreo               |  |
| 3.  | Ipsen's Ancient Castle                   |  |
| 4.  | Four Mirrors                             |  |
| 5.  | Concurrent Battles                       |  |
| 6.  | Terra                                    |  |
| 7.  | Soulless Village Branbul                 |  |
| 8.  | Pandemonium, the Castle Frozen in Time   |  |
| 9.  | You're Not Alone!                        |  |
| 10. | Dissipating Sorrow                       |  |
| 11. | The Evil Mist Returns                    |  |
| 12. | Assault of the Silver Dragons            |  |
| 13. | Place of Memory                          |  |
| 14. | Crystal World                            |  |
| 15. | Messenger of Ruin                        |  |
| 16. | Final Battle                             |  |
| 17. | Bittersweet Romance                      |  |
| 18. | The Kiss of Betrayal                     |  |
| 19. | I Want to be Your Canary                 |  |
| 20. | Two Unstealable Hearts                   |  |
| 21. | Beyond the Door                          |  |
| 22. | Melodies Of Life ~ Final Fantasy         |  |
| 23. | The Prelude                              |  |
| 24. | CCJC TVCM 15'                            |  |
| 25. | CCJC TVCM 30'                            |  |
| 26. | Melodies Of Life (The Layers of Harmony) |  |

## Création et influences
Lors d'une réunion, le directeur Hiroyuki Itō dit à Uematsu : « Ce serait bien que vous composiez des morceaux pour chacun des huit protagonistes, un morceau de combat excitant, un morceau évoquant le danger et environ dix autres morceaux. » Uematsu passa une année à composer et produire environ 160 morceaux pour Final Fantasy IX, dont 140 apparurent dans le jeu.
Uematsu composa sur son piano, en utilisant deux méthodes contrastées : « Je crée des musiques qui vont avec les événements du jeu, mais parfois, c'est l'event designer qui ajustera le jeu à ma musique déjà écrite. » Uematsu pensait que les jeux précédents Final Fantasy VII et Final Fantasy VIII avaient un semblant de réalisme, mais que Final Fantasy IX était plus fantastique, donc « un morceau, qu'il soit sérieux ou cool pourrait aller ». Il pensait que le thème serait une musique médiévale et prit un congé de deux semaines pour voyager en Europe et trouver de l'inspiration - « aller voir les vieux châteaux Allemands et autres ». Cependant, la musique ne fut pas entièrement composée à la mode médiévale, comme Uematsu le clâme, « ça ne fonctionnerait pas » et deviendrait « un peu ennuyant ». Il opta pour un style simple. Il inclut aussi des thèmes d'anciens Final Fantasy « car Final Fantasy IX retournait vers les racines » et y incorpora des idées comme celle de l'ancien morceau d'introduction aux combats. Uematsu a souvent dit que Final Fantasy IX est son travail favori, celui dont il est le plus fier.

## Final Fantasy IX Original Soundtrack PLUS
Cet album reprend les thèmes tirés des séquences vidéo de FFIX ainsi que quelques musiques inédites.

### Fiche technique
- Composé par : Nobuo Uematsu
- Arrangé par : Shiro Hamaguchi, Kunihiko Kurosawa (36, 37, 38), Kaoru Sasa (42)
- Orchestré par : Shiro Hamaguchi
- Joué par : Kunihiko Kurosawa, Haruo Kondo (36, 37, 38)
- Chanté par : Emiko Shiratori (9, 42)
- Paroles par : Ciomi (42)
- Sortie : 6 décembre 2000 (édition originale), 20 octobre 2004 (réédition)
- Référence : SSCX-10047 (DigiCube - édition originale), SQEX-10035 (Square Enix - réédition)

| 1.  | Brahne's Appearance ~ The Play Begins                      |  |
| 2.  | World Flags - Steiner Crashes                              |  |
| 3.  | Escape from Alexandria                                     |  |
| 4.  | Prima Vista Crash                                          |  |
| 5.  | The Petrification of Blank                                 |  |
| 6.  | Black Mage VS Black Mage                                   |  |
| 7.  | Breaking Through South Gate                                |  |
| 8.  | Arrival in Lindblum Kingdom                                |  |
| 9.  | Song ~ Zidane and Dagger                                   |  |
| 10. | Kuja Leaves Burmecia                                       |  |
| 11. | Summoned Beast Destroys Cleyra                             |  |
| 12. | Lindblum in Flames                                         |  |
| 13. | Lindblum Annihilation                                      |  |
| 14. | The Disappearing Mist                                      |  |
| 15. | Dagger's Recollection (Village of the Summoners Destroyed) |  |
| 16. | Recalling Bahamut!                                         |  |
| 17. | Annihilation of Brahne's Fleet                             |  |
| 18. | Birth of the New Queen                                     |  |
| 19. | Bahamut Raid                                               |  |
| 20. | Eiko Descends                                              |  |
| 21. | Alexander is Summoned                                      |  |
| 22. | Ghost Ship                                                 |  |
| 23. | Rescuing Dagger                                            |  |
| 24. | Dagger Cuts Her Hair                                       |  |
| 25. | Dagger's Recollection (Ghost Ship)                         |  |
| 26. | The Fall of Neo-Kuja                                       |  |
| 27. | Escape From Terra                                          |  |
| 28. | Zidane and Dagger Seperate                                 |  |
| 29. | To the Origin of Kuja                                      |  |
| 30. | Rufus' Welcoming Ceremony (Millennium Version)             |  |
| 31. | Doga and Une                                               |  |
| 32. | Daughter of Madain Sari                                    |  |
| 33. | Kuja's Theme (Millennium Version)                          |  |
| 34. | Main                                                       |  |
| 35. | Waltz                                                      |  |
| 36. | Kogaku Motet1                                              |  |
| 37. | Organum                                                    |  |
| 38. | Mediteiranean                                              |  |
| 39. | Dokokade3                                                  |  |
| 40. | Weuber                                                     |  |
| 41. | Kuja5                                                      |  |
| 42. | Melodies of Life (Silent Mix)                              |  |

## Piano CollectionsFinal Fantasy IX

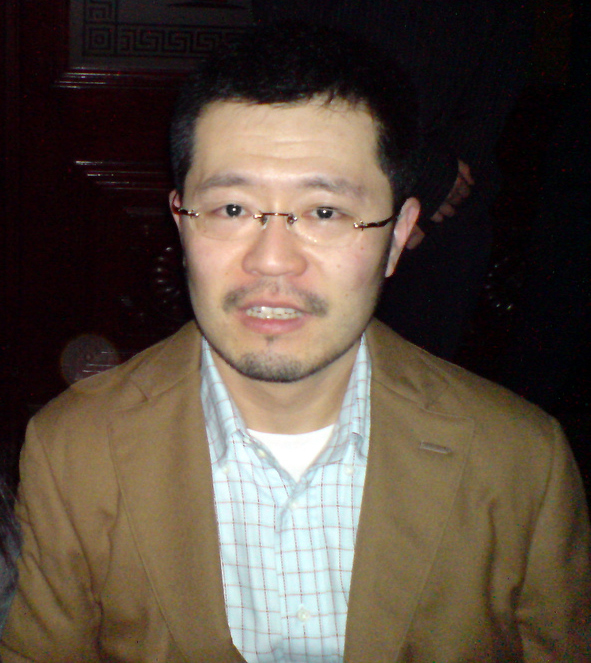
Shiro Hamaguchi s'occupe de l'orchestration et de l'arrangement de la plupart des morceaux inclus dans les CD audio.

Album arrangé au piano.

### Fiche technique
- Composé par : Nobuo Uematsu
- Arrangé par : Shiro Hamaguchi
- Joué par : Louis Leerink
- Sortie : 24 janvier 2001 (édition originale), 22 juillet 2004 (réédition)
- Référence : SSCX-10048 (Digicube - édition originale), SQEX-10027 (Square Enix - réédition)

| 1.  | Eternal Harvest                          |  |
| 2.  | Hermit's Library Daguerreo               |  |
| 3.  | The Place I'll Return to Someday         |  |
| 4.  | Vamo' alla flamenco                      |  |
| 5.  | Frontier Village Dali                    |  |
| 6.  | Soulless Village Branbul                 |  |
| 7.  | Dissipating Sorrow                       |  |
| 8.  | You're Not Alone!                        |  |
| 9.  | Two Unstealable Hearts ~ Beyond the Door |  |
| 10. | Rose of May                              |  |
| 11. | Sleepless City Treno                     |  |
| 12. | Unreachable Desire                       |  |
| 13. | Final Battle                             |  |
| 14. | Melodies Of Life                         |  |

## FF IX Uematsu's Best Selection
Sélection (américaine) des musiques du jeu.

### Fiche technique
- Composé par : Nobuo Uematsu
- Arrangé par : Shiro Hamaguchi, Kunihiko Kurosawa (33)
- Joué par : Kunihiko Kurosawa (33), Haruo Kondo (33)
- Chanté par : Emiko Shiratori (31)
- Sortie : 21 août 2000
- Référence : TPCD-0201/2 (Tokyopop)

| 1.  | A Place to Call Home                                    |  |
| 2.  | Memory Erased by a Storm                                |  |
| 3.  | Sky of Alexandria                                       |  |
| 4.  | Vivi's Theme                                            |  |
| 5.  | Vamo' allá Flamenco                                     |  |
| 6.  | Steiner's Theme                                         |  |
| 7.  | Danger in the Forest                                    |  |
| 8.  | Battle 1                                                |  |
| 9.  | Over the Hill                                           |  |
| 10. | Village of Dali                                         |  |
| 11. | Zidane's Theme                                          |  |
| 12. | Cid's Theme                                             |  |
| 13. | A Song from Her Memory                                  |  |
| 14. | Quina's Theme                                           |  |
| 15. | Ukulele de Chocobo                                      |  |
| 16. | Freya's Theme                                           |  |
| 17. | Tantalus's Theme                                        |  |
| 18. | Wicked Melody                                           |  |
| 19. | Garnet's Theme                                          |  |
| 20. | Black Mage Village                                      |  |
| 21. | Eiko's Theme                                            |  |
| 22. | Amarant's Theme                                         |  |
| 23. | Something to Protect                                    |  |
| 24. | Look Back, See the Frog!                                |  |
| 25. | Daguerreo, the Hermit's Library                         |  |
| 26. | Bran Bal, the Soulless Village                          |  |
| 27. | Not Alone                                               |  |
| 28. | Unforgettable Sorrow                                    |  |
| 29. | The Final Battle                                        |  |
| 30. | Behind the Door                                         |  |
| 31. | Melodies of Life ~Final Fantasy                         |  |
| 32. | Prelude                                                 |  |
| 33. | FU-RU-SA-TO (Homeland) (Original Version - Bonus Track) |  |

## Melodies of Life - Emiko Shiratori
Single du jeu Final Fantasy IX.

### Fiche technique
- Composé par : Nobuo Uematsu (1, 2, 3), Emiko Shiratori (4)
- Arrangé par : Shiro Hamaguchi (1, 2, 3)
- Chanté par : Emiko Shiratori
- Paroles par : Ciomi
- Sortie : 2 août 2000
- Référence : KICS-811 (King Records)

| 1. | Melodies Of Life ~featured in FINAL FANTASY IX (Japanese Version) |  |
| 2. | Melodies Of Life ~featured in FINAL FANTASY IX (English Version)  |  |
| 3. | Melodies Of Life ~featured in FINAL FANTASY IX (Instrumental)     |  |
| 4. | Galway Sky                                                        |  |